# Makron (diakritiskt tecken)
Makron (från grekiska μακρόν 'lång') eller streck är ett diakritiskt tecken som placeras ovanför en vokal, och mer sällan under en konsonant. Det användes ursprungligen för att markera långa stavelser i grekisk-romerskt versmått men markerar numera att vokalen är lång; motsatsen är brevis, som ursprungligen markerade kort stavelse och nu kort vokal. Skillnaden mellan lång och kort vokal är ofta fonematisk.

## Vokallängd

### Arabiska
Vid transkription av arabiska används som regel makron för att markera långa vokaler. I arabiska skrivs dessa med bokstäverna ا (ʾalif), و (wāw) och ي (yāʾ) som också kan representera konsonanter.

### Japanska
I Hepburn-transkribering av japanska skrivs långt a, o och u som ā, ō och ū. Långt e och i skrivs däremot som ei och ii. Andra transkriptionssystem kan använda cirkumflex ( ^ ) eller dubblering av vokalen.

### Lettiska
I lettiska betraktas ā, ē, ī och ū som separata bokstäver som i bokstavsordning följer direkt efter a, e, i respektive u.

### Litauiska
Litauiska skriver långt u med ū. Andra långa vokaler skrivs med ogonek: ą, ę, į och ų. O är alltid lång i litauiska utom i några sentida lånord.

### Nahuatl
I nahuatl skrivs långa vokaler med makron och korta med grav accent ( ` ). De används dock sällan då många personer föredrar att skriva helt utan diakriter. 

### Andra språk
- Vissa moderna ordböcker för klassisk grekiska och latin använder makron och breve.
- Modern transkription av fornengelska.
- Transkription av pali och sanskrit samt många nutida indiska språk.
- Polynesiska språk: hawaiiska, māori och tonganska.

## Ordton

### Internationella fonetiska alfabetet
- I det Internationella fonetiska alfabetet representerar makron en medelhög ton. Tecknet för lång vokal är ett modifierat, triangelformat kolon.

### Kinesiska
Det pinyin-systemet (fullständigt namn hanyu pinyin), som återger standardkinesiskt uttaø med latinska alfabetet använder diakritiska tecken för att markera språkets fyra ordtoner. Dessa tecken placeras över den tonbärande vokalen med makron-symbolen som beteckning  för första tonen, "hög rak". Tonen kan också markeras med siffran 1.

### Kantonesiska
I yale-transkription av kantonesiska markerar makron en hög rak ton.

## Annan användning
- I tysk handstil kan makron användas för att skilja u från n eller som ett alternativ till omljud.
- I svensk och finsk handstil kan ā och ō användas istället för ä och ö.
- I estnisk handstil, och även på en del skyltar, används ō istället för õ (dock inte för ö).
- I portugisisk handstil kan makron användas istället för tilde ( ~ ).
- Modern Hepburn-transkription av japanska använder n̄ för att representera ett syllabiskt n.
- I den äldre tyska handstilen kurrentschrift stod ett makron ovanför en vokal för ett n och ovanför m eller n för att bokstaven skulle dubbleras.
- I rysk handstil är vissa bokstäver väldigt lika. Bokstäverna м, т och ш samt ibland ж liknar alla ett latinskt m. För att skilja dem åt skrivs ett makron ovanför т och under ш.
- Transkriptionssystemet ISO 233 använder ṯ, ẖ och ḏ för att representera de arabiska bokstäverna ث (ṯāʾ), خ (ẖāʾ) och ذ (ḏāl).
- I den syriska skriften kan tecknen för klusiler också uttalas som frikativor. Vid transkription till latinska bokstäver används ibland ett makron för att markera när det frikativa uttalet används: ḇ, ḡ, ḏ, ḵ, p̄, ṯ.